# Gorlice Zagórzany
Gorlice Zagórzany – stacja kolejowa w Gorlicach, w województwie małopolskim, w Polsce. Zlokalizowana jest około 6 km od centrum miasta.
Na stacji znajduje się obecnie nieużywana wieża wodna. W lutym 2010 w pomieszczeniach dawnej poczekalni i kas biletowych otwarto restaurację prowadzoną przez osobę prywatną.

## Ruch pasażerski
| Rok  | Wymiana pasażerska na dobę |
| ---- | -------------------------- |
| 2017 | 0-9                        |
| 2022 | 0-9                        |

Ostatni pociąg osobowy zatrzymał się na stacji 31 maja 2010 roku. Od tego czasu do 11 grudnia 2012 ruch pasażerski ze stacji obsługiwany był przez zastępczą komunikacje autobusową Przewozów Regionalnych. Od 11 grudnia 2012 do 19 grudnia 2015 stacja była nieużywana w ruchu pasażerskim. 